# NGC 1719
NGC 1719 este o galaxie spirală situată în constelația Orion. A fost descoperită în 23 noiembrie 1827 de către John Herschel. Se află la o distanță de 55,98 de megaparseci de Pământ.